# 로카비바라
로카비바라(이탈리아어: Roccavivara)는 이탈리아 몰리세주 캄포바소도의 코무네다. 캄포바소로부터 북쪽 30km 거리에 있다.